# Polonais en Union soviétique

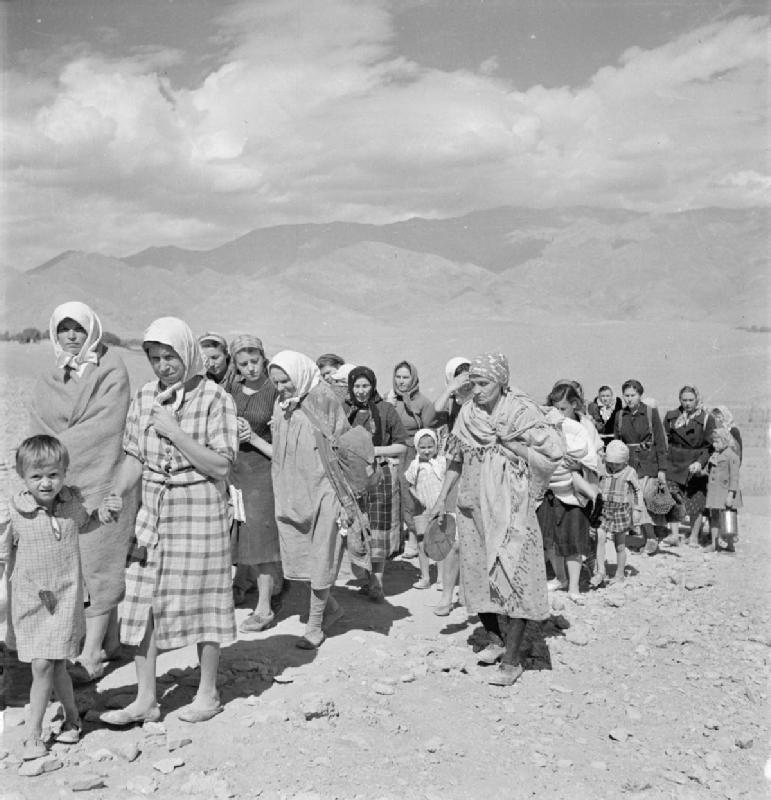
Réfugiés polonais évacués de l'Union soviétique vers la Perse, 1942.

La minorité polonaise en Union soviétique est constituée de la diaspora polonaise qui résidaient à proximité ou à l'intérieur des frontières de l'Union soviétique avant sa dissolution. Certains d'entre eux ont continué à vivre dans les États post-soviétiques, notamment en Lituanie, en Biélorussie et en Ukraine, les régions historiquement associées à la république des Deux Nations, ainsi qu'au Kazakhstan et en Azerbaïdjan, entre autres.
Les Polonais en Union soviétique étaient environ 4 000 000 en 1990, et ils étaient surtout présents en Ukraine, et en Biélorussie. Une partie significative des Polonais présents en URSS ne parlaient plus le Polonais en langue maternelle, dont, par exemple, les Polonais présents au Kazakhstan, ou en Sibérie (Est de la Russie), qui forment de petits groupes isolés.    